# Torghandel

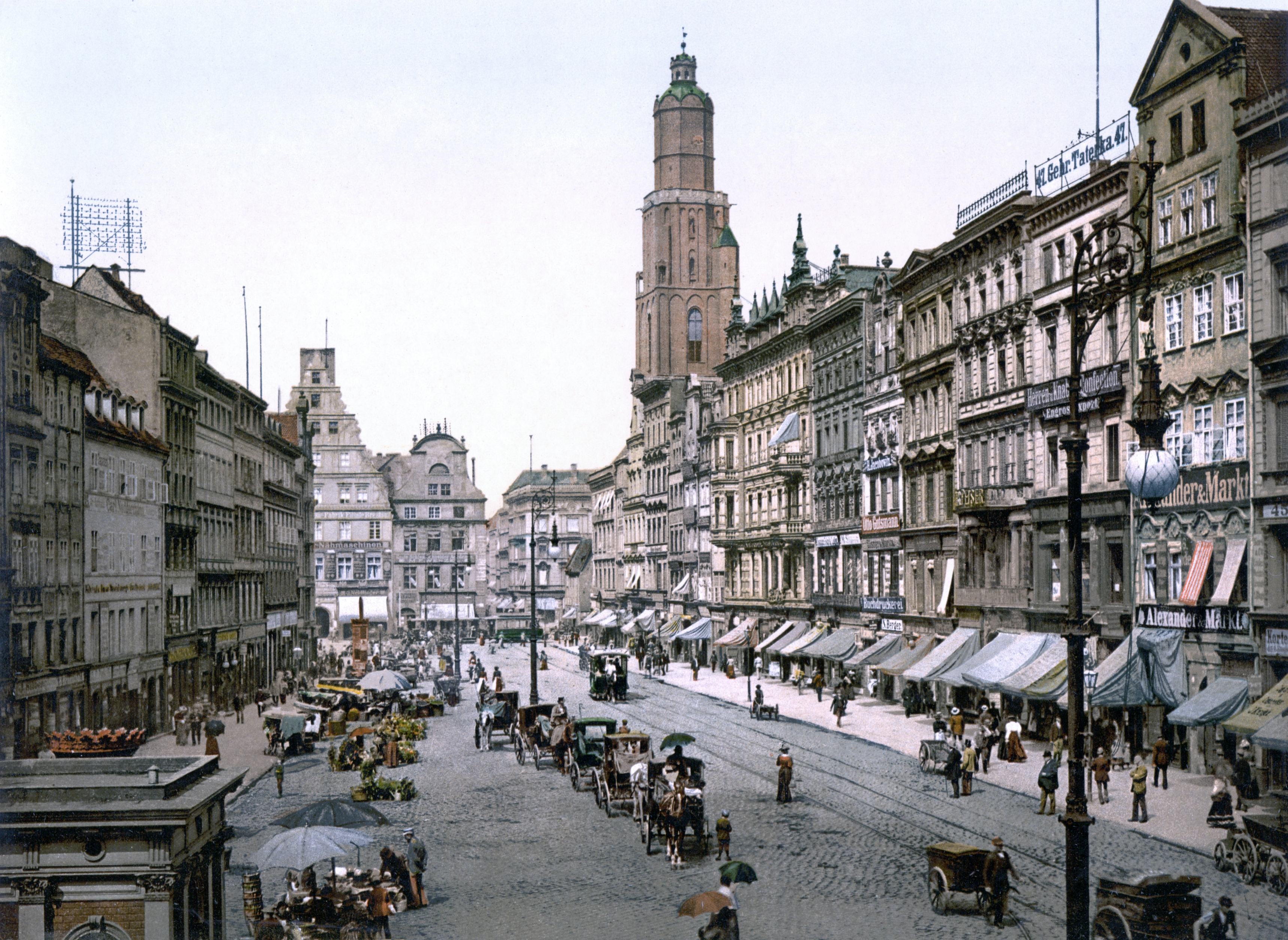
Torghandel i Breslau (Wrocław) cirka 1890.

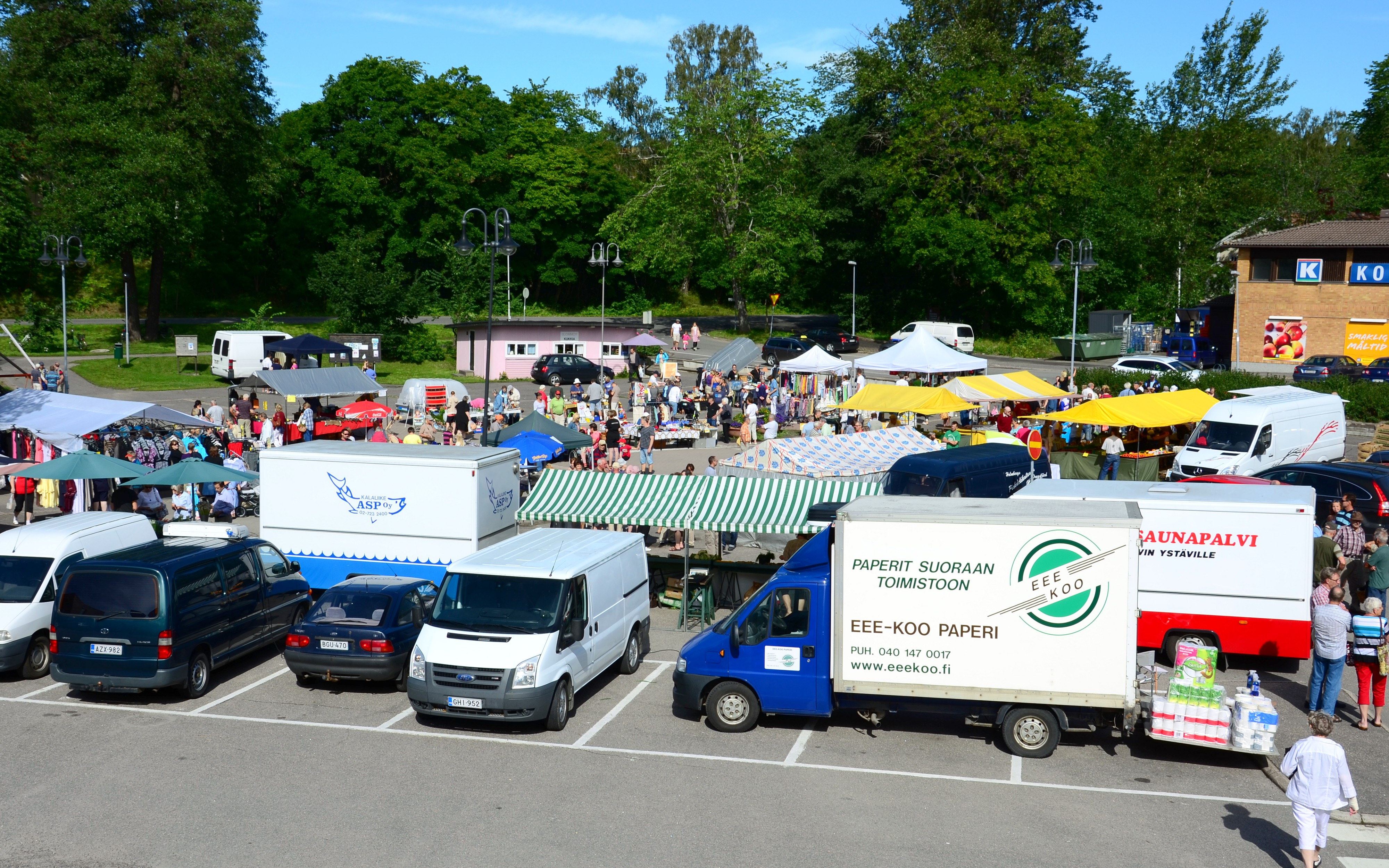
Torghandel i finländska Dalsbruk 2012.

Torghandel är handelsverksamhet på torg, särskilt med livsmedel.
Försäljningen på dessa marknader sker vid ett bord eller bänk kallad torgstånd, eller direkt från en bil eller vagn (exempelvis via en fiskbil). Försäljarna är ofta inhemska företag som "flyttar ut" sin verksamhet under tidpunkter då mycket folk rör sig kring försäljningsplatsen snarare än de vanliga försäljningsställena. En stor del av försäljarna är kringresande.
Torghandel som sker oftare än bara högst tillfälligt kräver tillstånd från markägaren (oftast kommunen i Sverige) och polismyndigheten.